# Hersenen in een vat

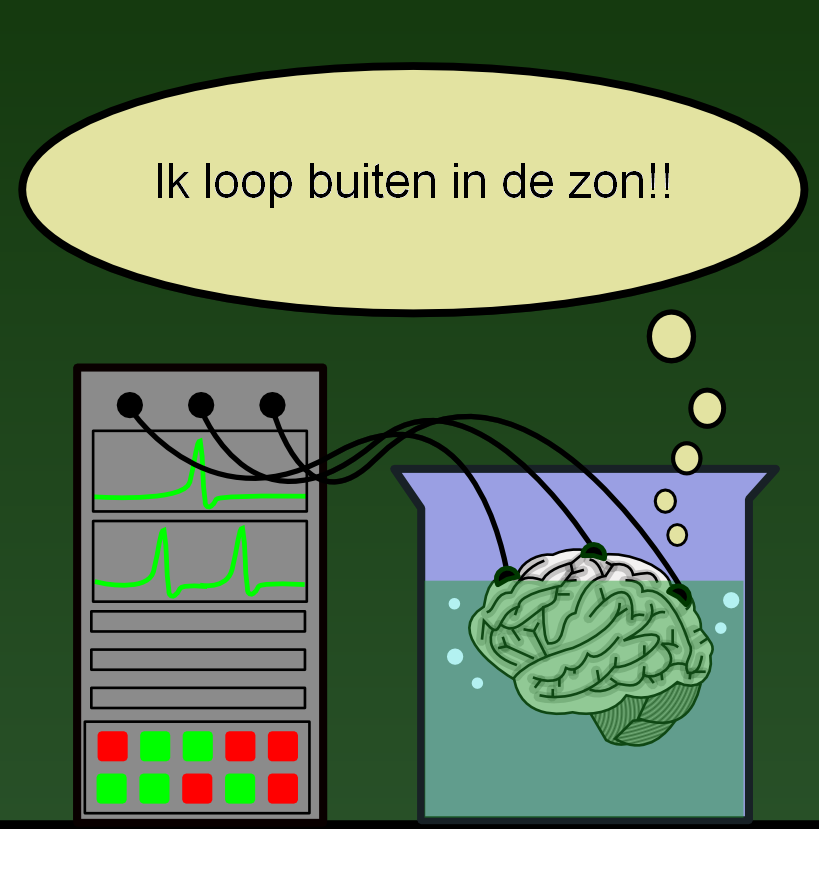
Hersenen in een vat

In de filosofie is hersenen in een vat (Engels: brain in a vat) een gedachte-experiment om na te denken over de realiteit, kennis, waarheid en bewustzijn. Het idee, dat ook veel gebruikt wordt in sciencefiction, is dat een wetenschapper iemands hersenen uit het lichaam weghaalt, in een vat met vloeistof legt en de neuronen van de hersenen op een zeer krachtige computer aansluit. Deze computer simuleert een virtuele werkelijkheid: de hersenen krijgen signalen van de computer, zoals beeld en geluid, en de signalen van de hersenen, die normaal naar bijvoorbeeld de spieren gaan, worden door de computer verwerkt in de simulatie. De hersenen zouden dezelfde belevenis hebben als wanneer ze zich in een fysiek lichaam bevonden maar deze wordt nu aangeleverd door een computer in plaats van een werkelijke omgeving.
Het brein in een vat-argument vormt een globaal sceptisch scenario door de mogelijkheid van kennis te betwijfelen op basis van de mogelijkheid dat ik (of zelfs alle denkende wezens) op dit moment een brein in een vat zou kunnen zijn. Een dergelijke redenering ziet er als volgt uit:
- Premisse 1: Als ik kennis kan hebben over de werkelijkheid, dan ben ik geen brein in een vat.
- Premisse 2: Ik weet niet dat ik geen brein in een vat ben.
- Conclusie: Ik kan geen kennis hebben over de werkelijkheid.

Hilary Putnam betoogt in zijn boek Reason, Truth and History dat het hier fout gaat bij premisse (1), omdat het onmogelijk is om zelfs maar te denken dat ik een brein in een vat ben.
Het gedachte-experiment van het brein in een vat stelt dat het mogelijk is dat er een kwade wetenschapper is die mij in mijn slaap ontdaan heeft van mijn hersenen en bijbehorend zenuwstelsel en deze in een vat heeft geplaatst met nutriënten om het in leven houden. Vervolgens zijn al mijn zenuwuiteinden aangesloten op een geavanceerde computer die mijn zenuwen dezelfde impulsen geeft die de ‘normale’ werkelijkheid mij ook zou geven. Ook is deze computer in staat om de signalen die ik normaliter naar mijn spieren zou zenden om mijzelf voort te bewegen in te calculeren, zodat het zo is dat ik mijn hand kan zien als mijn brein signalen zendt om deze voor mijn ogen langs te bewegen. In een dergelijk scenario zou ik de simulatie waarin ik me bevind niet kunnen onderscheiden van de werkelijkheid. Op het moment dat ik een boom zie en denk ‘dat is een boom’, is hetgeen waar ik naar verwijs slechts een virtueel beeld: ik zie helemaal geen ‘boom’ zoals deze bestaat in de werkelijkheid van de kwade wetenschapper, maar een boom zoals deze aan mij verschijnt in de door de computer gesimuleerde virtuele wereld.
Het is echter wel zo dat ik in dit geval op een indirecte manier refereer aan een echte boom. Ik refereer met mijn begrip ‘boom’ aan de virtuele boom, maar de virtuele boom zoals gecodeerd in het computersysteem van de kwade wetenschapper refereert via hem weer aan een boom in de werkelijkheid waar de kwade wetenschapper zich wél in bevindt. Op eenzelfde manier refereren ‘vat’ en ‘brein’ ook aan werkelijke objecten, en de gedachte ‘ik ben een brein in een vat’ heeft daardoor betekenis en het is een mogelijk denkbaar scenario.
Putnam vraagt ons om nog een stap verder te gaan, en aan te nemen dat de kwade wetenschapper nooit bestaan heeft, en dat door een toevallige samenloop van omstandigheden er een wereld is ontstaan waarin iedereen een brein in een vat is. In een dergelijke wereld zou ik aan de virtuele boom refereren met het woord ‘boom’, echter in dit geval zou dit begrip slechts iets betekenen binnen de computersimulatie, en niet daarbuiten. Er bestaan immers slechts breinen, vaten en computers.
Los van wat er wel of niet in de werkelijkheid bestaat, kan ik in deze situatie onmogelijk refereren aan iets buiten de simulatie, omdat de begrippen die ik hanteer in mijn virtuele wereld slechts kunnen slaan op objecten binnen deze wereld, en zonder de kwade wetenschapper die deze virtuele objecten dat weer kan refereren aan objecten in zijn werkelijkheid, hebben mijn begrippen een beperkt bereik waarbinnen ze kunnen refereren, namelijk slechts binnen mijn virtuele wereld. Zo betekent mijn begrip ‘vat’ in mijn taal iets wat bestaat binnen de computersimulatie, en kan ik met het begrip ‘vat’ onmogelijk refereren aan een vat dat bestaat in de werkelijkheid. Omdat hetzelfde geldt voor al mijn andere begrippen, inclusief ‘brein’, betekent de gedachte ‘ik ben een brein in een vat’ niets, omdat mijn kader van mogelijke referenties geen werkelijke breinen en vaten bevat.
Volgens Putnam betekent dit ook dat wij niet kunnen denken dat we een brein in een vat zijn, omdat we niet kunnen refereren aan een werkelijkheid waarin dit het geval zou zijn. Op deze manier verwerpt Putnam premisse (1) van de redenering die het globaal sceptisch scenario mogelijk maakte en meent hij dat we wel kennis kunnen hebben over de werkelijkheid. Later in Reason, Truth and History bespreekt hij hoe dit in zijn werk gaat, en wordt het duidelijk dat dit volgens Putnam slechts mogelijk is vanuit een internalistisch perspectief. Het brein in een vat-argument blijkt dan ook slechts een probleem te vormen vanuit een externalistisch perspectief.
Dit argument is een hedendaagse versie van het argument dat gegeven is door Descartes in diens Meditationes de prima philosophia dat hij zijn eigen waarnemingen niet kan vertrouwen omdat een demon misschien al zijn waarnemingen manipuleert. De uitkomst van dit gedachte-experiment is echter externalistisch van aard: of ik wel of niet te maken heb met de ware werkelijkheid hangt af van de kwade demon, die als objectieve waarnemer moet kan bepalen of mijn bewustzijnsinhouden wel of niet overeenkomen met objecten in de werkelijkheid. Het gedachte-experiment van het brein in een vat probeert iets heel anders aan te tonen dan het Cartesiaans dualisme zoals in de Meditaties beschreven: om van het externalisme af te komen moeten we het substantiedualisme van Descartes verwerpen.